# جواد فكوري
جواد فكوري (بالفارسیة: جواد فکوری) ( 1936 - 1981)، هو القائد السابق القوات الجوية لجيش الجمهورية الإسلامية الإيرانية ووزير الدفاع السابق اجمهورية إيران الإسلامية. وُلد فكوري في يوم 3 كانون الثاني/يناير من سنة 1936 في مدينة تبريز الواقعة شمال غرب إيران. شغلّ فكوري منصب وزير الدفاع ما بين 12 آب/أغسطس من سنة 1980 لغاية 29 سبتمبر من سنة 1981.

## مقتله
قُتل جواد فكوري سنة 1981 مع عددٍ من قادة جيش الجمهورية الإيرانية والحرس الثوري أثناء رحلتهم الجوية إلى طهران لإعطاء قائد الثورة روح الله الخميني تقريرًا عن أوضاع الحرب وبالذات عمليات تحرير مدينة آبادان، وذلك في حادثة تحطم طائرة من نوع سي ـ 130 في منطقة كهريزك أطراف العاصمة طهران، حيث قُتل كل من فيها، و كانت الطائرة متجهة من الأهواز إلى طهران تنقل جثث قتلى وجرحى عمليات فك الحصار عن مدينة آبادان من الجيش العراقي. كان برفقته كلٌ من نائب رئيس اللجنة المشتركة للقوات المسلحة اللواء ولي الله فلاحي واللواء موسی نامجو، نائب قائد حرس الثورة الإسلامية، الفريق يوسف كلاهدوز، وَالفريق محمد جهان آرا.